# 蒂尔迪讷河
蒂尔迪讷河（法語：Turdine，法語發音：[tyʁdin]）是法国奥弗涅-罗讷-阿尔卑斯大区罗讷省的河流，是布雷韦讷河的左支流，长28.7千米。